# Seznam beloruskih novinarjev
Seznam beloruskih novinarjev.

## A
- Svetlana Aleksijevič

## Č
- Veronika Čerkasova

## H
- Ihar Hermianchuk

## S
- Volha Samusik
- Piotra Sych